# Theodor Berg (fabrikör)
Theodor Berg, född 26 november 1869 i Älvsbacka, Värmland, död 28 juni 1956 i Lindesberg, var en svensk fabrikör och uppfinnare.
Theodor Bergs far var smedmästare. Han emigrerade till USA 1887, där han arbetade i en järnhandel och i en mekanisk verkstad. Han innehade efter återkomsten till Sverige en liten mekanisk verkstad, återvände för ett par år till USA och var därefter hemma igen i Sverige från 1898 bland annat anställd vid Wedevågs bruk. År 1903 grundade han en järnhandel och mekanisk verkstad i Deje, där han tillverkade ett uppfunnet lamellhjul för lättare järnvägsfordon. Denna konstruktion användes i drag- och cykeldressiner som snart blev välkända och efterfrågade, och efter en tid var fabriken i Deje för liten. År 1918 införskaffades därför nya verkstadslokaler i Ullersätter. Verksamheten fortsatte att utvecklas och 1926 började företaget även tillverka förbränningsmotorer avsedda för motordressiner, och 1929 att tillverka truckar och lok. År 1932 köptes Lindesbergs Manufakturverk i Lindesberg, sedan verkstadslokalerna i Ullersätter visat sig för små. Här upptogs tillverkning av bland annat betongblandare och andra byggnadsmaskiner, tvättmaskiner och andra hushållsmaskiner. Fabriken i Lindesberg hade i slutet av 1940-talet över 300 anställda.
År 1938 bildades AB Siva (Svenska industrivaror) som försäljningsbolag för bolagets verksamhet. År 1942 förvärvades August Stenborgs Gjuteri- & Fabriks AB i Tierp och 1943 AB Skandiaverken i Lysekil. Bolagen kom, efter det att sönerna tagit över verksamheten, att samordnas under namnet Bergbolagen med Berg & co. Mekaniska Verkstads AB som moderbolag och över 1.200 anställda inom företagen.
Han var gift med Elisabet Samuelsdotter (1873–1958).